# Isaiah Joe
Isaiah Joe, né le 2 juillet 1999 à Fort Smith dans l'Arkansas, est un joueur américain de basket-ball évoluant au poste d'arrière.

## Biographie

### 76ers de Philadelphie (2020-2022)
Lors de la draft 2020, il est sélectionné en 49e position par les 76ers de Philadelphie.
Le 29 novembre 2020, il signe un contrat de trois saisons avec les 76ers de Philadelphie.

### Thunder d'Oklahoma City (depuis 2022)
Le 16 octobre 2022, coupé par les 76ers de Philadelphie, il signe avec le Thunder d'Oklahoma City.

## Palmarès

### Universitaire
- SEC All-Freshman team (2019)

### NBA
- Champion NBA en 2025 avec le Thunder d'Oklahoma City.

## Statistiques

### Universitaires
| Saison    | Équipe   | Matchs | Titul. | Min./m | % Tir | % 3pts | % LF | Rbds/m. | Pass/m. | Int/m. | Ctr/m. | Pts/m. |
| --------- | -------- | ------ | ------ | ------ | ----- | ------ | ---- | ------- | ------- | ------ | ------ | ------ |
| 2018-2019 | Arkansas | 34     | 34     | 30,1   | 41,3  | 41,4   | 75,6 | 2,80    | 1,70    | 1,50   | 0,10   | 13,90  |
| 2019-2020 | Arkansas | 26     | 25     | 36,1   | 36,7  | 34,2   | 89,0 | 4,10    | 1,70    | 1,40   | 0,30   | 16,90  |
| Carrière  | Carrière | 60     | 59     | 32,7   | 39,0  | 37,8   | 82,7 | 3,40    | 1,70    | 1,50   | 0,20   | 15,20  |

### Professionnelles

#### Saison régulière
| Saison    | Équipe        | Matchs | Titul. | Min./m | % Tir | % 3pts | % LF | Rbds/m. | Pass/m. | Int/m. | Ctr/m. | Pts/m. |
| --------- | ------------- | ------ | ------ | ------ | ----- | ------ | ---- | ------- | ------- | ------ | ------ | ------ |
| 2020-2021 | Philadelphie  | 41     | 1      | 9,3    | 36,1  | 36,8   | 75,0 | 0,90    | 0,50    | 0,30   | 0,10   | 3,70   |
| 2021-2022 | Philadelphie  | 55     | 1      | 11,1   | 35,0  | 33,3   | 93,5 | 1,00    | 0,60    | 0,30   | 0,10   | 3,60   |
| 2022-2023 | Oklahoma City | 73     | 10     | 19,1   | 44,1  | 40,9   | 82,0 | 2,40    | 1,20    | 0,70   | 0,10   | 9,50   |
| 2023-2024 | Oklahoma City | 78     | 1      | 18,5   | 45,8  | 41,6   | 86,5 | 2,30    | 1,30    | 0,60   | 0,30   | 8,20   |
| Carrière  | Carrière      | 247    | 13     | 15,5   | 42,7  | 39,7   | 84,1 | 1,80    | 0,90    | 0,50   | 0,10   | 6,80   |

Mis à jour le 7 mai 2024.

#### Playoffs
| Saison   | Équipe       | Matchs | Titul. | Min./m | % Tir | % 3pts | % LF | Rbds/m. | Pass/m. | Int/m. | Ctr/m. | Pts/m. |
| -------- | ------------ | ------ | ------ | ------ | ----- | ------ | ---- | ------- | ------- | ------ | ------ | ------ |
| 2021     | Philadelphie | 4      | 0      | 2,3    | 33,3  | 0,0    | –    | 0,00    | 0,30    | 0,00   | 0,00   | 0,50   |
| 2022     | Philadelphie | 7      | 0      | 2,1    | 40,0  | 33,3   | –    | 0,30    | 0,00    | 0,00   | 0,00   | 0,70   |
| Carrière | Carrière     | 11     | 0      | 2,2    | 37,5  | 20,0   | –    | 0,20    | 0,10    | 0,00   | 0,00   | 0,60   |

## Records sur une rencontre en NBA
Les records personnels d'Isaiah Joe en NBA sont les suivants, :
| Type de statistique        | Saison régulière | Saison régulière        | Saison régulière | Playoffs | Playoffs              | Playoffs    |
| Type de statistique        | Record           | Adversaire              | Date             | Record   | Adversaire            | Date        |
| -------------------------- | ---------------- | ----------------------- | ---------------- | -------- | --------------------- | ----------- |
| Points                     | 33               | Hornets de Charlotte    | 28 mars 2023     | 13       | @ Mavericks de Dallas | 11 mai 2024 |
| Paniers marqués            | 11               | 4 fois                  | 4 fois           | 5        | @ Mavericks de Dallas | 11 mai 2024 |
| Paniers tentés             | 18               | 2 fois                  | 2 fois           | 9        | Mavericks de Dallas   | 15 mai 2024 |
| Paniers à 3 points réussis | 10               | @ Jazz de l'Utah        | 11 avril 2025    | 3        | 2 fois                | 2 fois      |
| Paniers à 3 points tentés  | 15               | @ Jazz de l'Utah        | 11 avril 2025    | 8        | Mavericks de Dallas   | 15 mai 2024 |
| Lancers francs réussis     | 8                | Kings de Sacramento     | 26 février 2023  | -        | -                     | -           |
| Lancers francs tentés      | 11               | Kings de Sacramento     | 26 février 2023  | -        | -                     | -           |
| Rebonds offensifs          | 4                | @ Nuggets de Denver     | 6 novembre 2024  | 1        | 4 fois                | 4 fois      |
| Rebonds défensifs          | 8                | @ Jazz de l'Utah        | 16 novembre 2021 | 2        | 8 fois                | 8 fois      |
| Rebonds totaux             | 12               | @ Jazz de l'Utah        | 16 novembre 2021 | 3        | 4 fois                | 4 fois      |
| Passes décisives           | 7                | @ 76ers de Philadelphie | 4 février 2024   | 3        | @ Mavericks de Dallas | 18 mai 2024 |
| Interceptions              | 4                | Nuggets de Denver       | 29 octobre 2023  | 1        | 5 fois                | 5 fois      |
| Contres                    | 3                | Lakers de Los Angeles   | 30 novembre 2023 | -        | -                     | -           |
| Balles perdues             | 3                | 6 fois                  | 6 fois           | 1        | 8 fois                | 8 fois      |
| Minutes jouées             | 44               | @ 76ers de Philadelphie | 9 janvier 2021   | 29       | @ Mavericks de Dallas | 18 mai 2024 |

- Double-double : 0
- Triple-double : 0

Dernière mise à jour : 31 mars 2025